# نيكولا بتروف
نيكولا بتروف (بالبلغارية: Никола Петров) هو رسام بلغاري، ولد في 20 أغسطس 1881 في فيدين في بلغاريا، وتوفي في 10 ديسمبر 1916 في صوفيا في بلغاريا بسبب سل.

## معرض صور

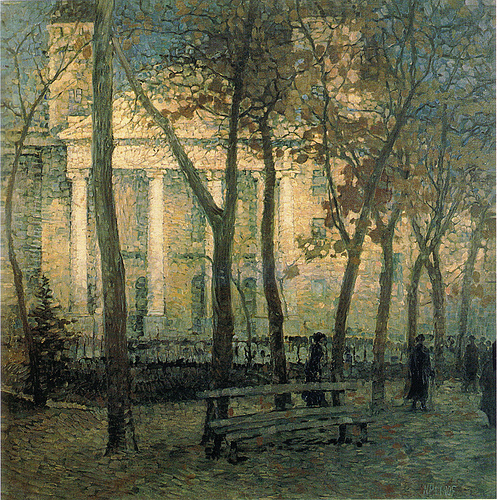
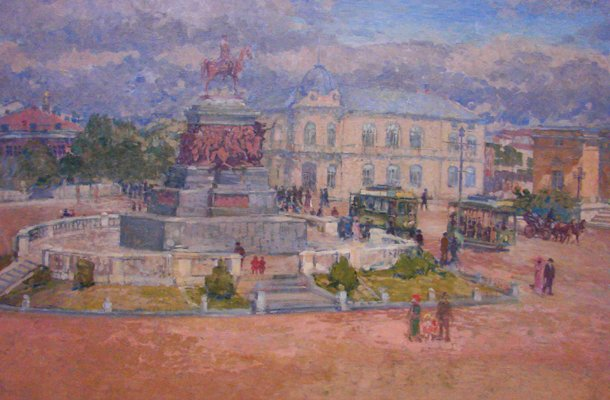
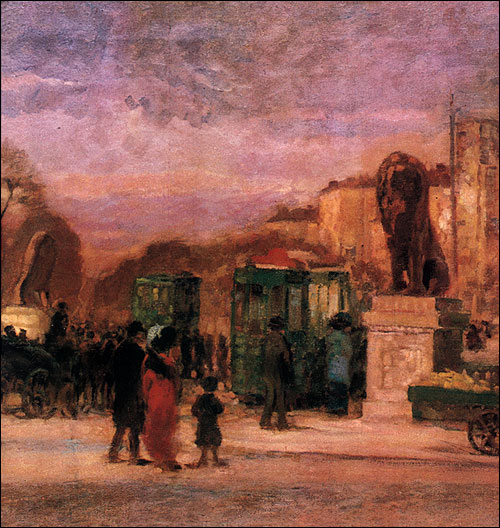
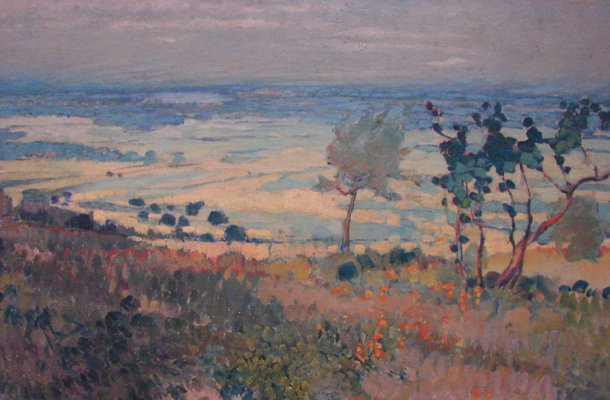